# Jean Ullmo
Jean Ullmo (6 de marzo de 1906 - 5 de diciembre de 1980) fue un pensador y filósofo de la ciencia francés.

## Trayectoria
Fue ingeniero, experto económico y profesor de la École Polytechnique. Se especializó en economía política y ciencia.

## Obra
- Evolución de la noción de corpúsculo según el señor Langevin, Scientia, 1934, vol. IV, p.  103-117.
- Ideas de Eddington sobre interacción eléctrica y número 137, 26 páginas, París, Hermann, 1934.
- Investigación sobre el equilibrio económico, 78 páginas, París, Institut Henri Poincaré, 1938.
- Mecánica cuántica y causalidad, pp. 258-473, reimpreso de Philosophical Review, octubre-diciembre de 1949, París, Presses Universitaires de France, 1949.
- La crisis de la física cuántica, París, Hermann, 1955.
- Pensamiento científico moderno, París, Flammarion, Biblioteca de filosofía científica, 1957.
- Miseria de la economía política, Prefacio de Charles Bettelheim, 223 páginas, Biblioteca de Ciencias Políticas y Sociales, París, Rivière et Cie, 1958.
- El beneficio, 252 páginas, Finanzas y Economía Aplicada, París, Dunod, 1969.

- Datos: Q3174884